# هوبير بالا
هوبير بالا (بالبولندية: Hubert Pala)‏ هو لاعب كرة قدم بولندي في مركز الهجوم، ولد في 4 سبتمبر 1933 في خوجوف في بولندا، وتوفي في 5 سبتمبر 2007. شارك مع منتخب بولندا لكرة القدم. أما مع النوادي، فقد لعب مع رتش شوروزو وليغيا وارسو.

## وصلات خارجية
- هوبير بالا على موقع قاعدة بيانات كرة القدم.إي يو (الإنجليزية)
- هوبير بالا على موقع أوليمبيديا (الإنجليزية)